# Getijdenboek van de Condesa de Bertiandos
Het Getijdenboek van de Condesa de Bertiandos is een verlucht getijdenboek voor gebruik van Rome dat in Portugal gemaakt werd tussen  1515 en 1530. 

## Geschiedenis
Het werk werd in 1933 door Ana de Bragança, Condesa de Bertiandos geschonken aan de Academia de Ciencias de Lisboa, waar het nu wordt bewaard als Serie Azul 1813, cofre 34. Het getijdenboek kreeg zijn naam naar de schenkster. De eerste gekende eigenaar was waarschijnlijk Eduard van Portugal, een zoon van koning Emanuel I van Portugal uit diens tweede huwelijk met Maria van Aragón, als geschenk voor zijn huwelijk met Isabella (1514-1576), dochter van hertog Jacobus I van Bragança in 1537. Door zijn huwelijk werd hij de vierde hertog van Guimarães

## Beschrijving
Het handschrift bevat 118 perkamenten folia van 332 bij 240 mm. De tekst is geschreven in het Latijn in een twee kolommen met 28 lijnen per bladzijde in een gotische rotunda. 
Het handschrift bevat 2066 verluchtingen van de hand van António de Holanda.
In de codex worden kleding en gebruiken die typerend zijn voor de samenleving in de tijd waarin het manuscript tot stand kwam, veelvuldig weergegeven, wat het tot een interessant document maakt voor de kennis van vroegere tradities en gewoonten.

## Verluchting
Het handschrift is verlucht in een figuratieve naturalistische stijl beïnvloed door de Vlaamse miniatuurkunst. De codex bevat een prachtige collectie miniaturen uitgevoerd in een zeer gevarieerd kleurengamma, erg verschillend van de middeleeuwse chromatische beperkingen. De pagina’s zijn versierd met een overvloed aan fruit, bloemen, vissen, vogels, dieren, drôlerieën, maar ook afbeeldingen van nautisch gereedschap en muziekinstrumenten. 